# Ondiep
Ondiep is een wijk in de stad Utrecht, gelegen tussen de Vecht en de Amsterdamsestraatweg in het stadsdeel Noordwest. Het is een typische volksbuurt. Volgens de gemeentelijke indeling is Ondiep een buurt die deel uitmaakt van de gelijknamige subwijk, die tevens de buurten 2e Daalsebuurt en omgeving, Egelantierstraat, Mariëndaalstraat e.o. en Loevenhoutsedijk en omgeving omvat.
De wijk dateert uit de eerste decennia van de 20e eeuw. Zoals kenmerkend voor veel volksbuurten, blijven veel bewoners graag in de wijk wonen, ook als ze trouwen en kinderen krijgen. De laatste jaren verandert de buurtsamenstelling echter en komen steeds meer werkende jongeren en studenten in de wijk wonen. De wijk Ondiep is een van de 40 wijken van Vogelaar. De buurt telde in 2023 5.025 inwoners.

## Beschrijving
De wijk Ondiep ligt in het stroomgebied van de Vecht. Toen de Vecht nog onbedijkt was veroorzaakte de rivier ‘ondieptes’, vandaar de naam Ondiep. Ondiep is een typische Utrechtse volkswijk en ligt noordelijk van het stadscentrum. Ondiep telt circa 2.337 woningen. De eerste woningen dateren uit het begin van de 20ste eeuw.

## Geschiedenis
De bouw van Ondiep begon vrij kleinschalig in 1915. De indeling van de buurt en het aanleggen van hoofdstraten gebeurde vooral in de jaren 1920 op basis van een plan door de bekende (steden)bouwkundige H.P. Berlage en de Utrechtse ambtenaar L.P. Holsboer. De zogenaamde Stemvork is een opmerkelijk patroon daarin van hoofdstraten. Door de Stemvork ontstond een nieuwe hoofdverbinding van Ondiep met het centrum van de stad. Naast woningbouw verrezen langs de Stemvork onder meer de huidige sportvelden van D.H.S.C. en de Rietendakschool.
In 1923 werden de Framboosstraat en vier zijstraten gebouwd. Het complex Ondiep XII was slechts toegankelijk door een poort, die de (Tweede) Hooipoort werd genoemd, naar de gelijknamige poort in Wijk C. Ondiep XII en XIII (Geuzenwijk) werden deels bevolkt door weggesaneerde Wijk C-bewoners. Het was een woonschool maar van toezicht kwam weinig terecht. Na de Tweede Wereldoorlog bleken de omstandigheden in het buurtje zodanig slecht dat het onder toezicht werd gesteld van de Stichting Volkswoningen maar de reputatie van de buurt bleef slecht. De stichting werd in 1975 opgeheven en de huizen werden vervangen door nieuwbouw.

## Buurten
Ondiep is onderverdeeld in buurtjes met een eigen soort bebouwing, sfeer en karakter.
- Het Kleine Wijk (1915-1920, vervangen door nieuwbouw rond 2010)
- Witte Wijk (1920-1930)
- Bomenbuurt
- Fruitbuurt

## Herstructureringsplannen voor Ondiep

### Project Levenslustig Ondiep
In het kader van het programma Nieuw Wonen is de provincie Utrecht in 2003 begonnen met project Levenslustig Ondiep. Ondiep moet een levensloopbestendige wijk, geschikt is voor alle leeftijden en leefstijlen, worden. De doelstelling van het project luidt: Ondiep is een vitale wijk, geschikt voor mensen van verschillende leeftijden en leefstijlen. En ook een wijk met een duidelijke sociale samenhang.

### Herstructurering

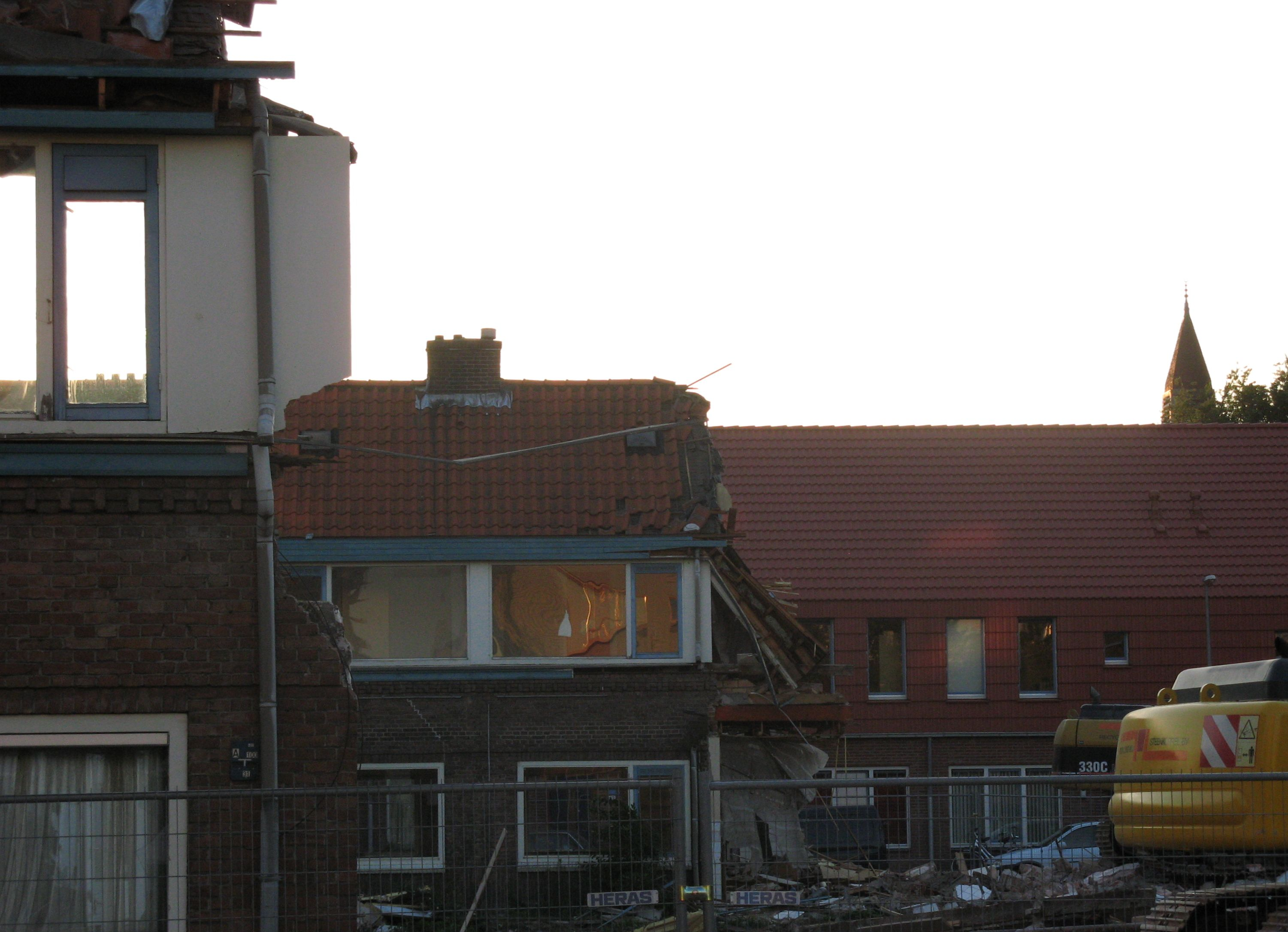
renovatie Ondiep in 2007

De wijk Ondiep was anno 2008 verwikkeld in een herstructurering, die in 2005 gestart was. Hoewel de herstructurering ook goede gevolgen had, was er ook weerstand in de wijk. Buurtbewoners moesten verhuizen, en dure koopwoningen kwamen in de plaats van de oude huizen.
De herstructurering van de wijk ging aan de hand van een wijkvisie, die is vastgesteld in 2004. Daarin staat dat in alle toekomstige plannen voor de wijk rekening moet worden gehouden met behoud van het dorpse karakter van Ondiep.

### Renovatie, sloop en nieuwbouw
Een groot deel van de woningvoorraad was verouderd en daarom kwam Mitros met het plan voor grootschalige renovatie en nieuwbouw waarbij 600 woningen gerenoveerd, 1.200 woningen gesloopt en ca. 300 woningen verkocht zouden worden. De eerste sloop en nieuwbouw startte begin 2006. De oorspronkelijke bewoners hadden voorrang bij terugkeer naar de wijk. Velen kozen hier niet voor. Voor de oorspronkelijke bewoners waren de nieuwe woningen simpelweg te duur.

#### Het Kleine Wijk
Vooral de sloop van Het Kleine Wijk riep weerstand op. Het Kleine Wijk dateert uit de jaren twintig van de 20ste eeuw. Het buurtje is gebouwd in tuindorpstijl en had volgens velen cultuurhistorische waarde. De documentaire Het grote verlies van Het Kleine Wijk verbeeldt het einde van de volksbuurt.
Op 15 februari 2008 begon woningbouwvereniging Mitros met de sloop van de ruim tweehonderd kleine sociale huurwoningen om deze te vervangen door 114 koop- en 41 huurwoningen. Op 16 februari werden twee woningen uit protest gekraakt door zeventig krakers maar dezelfde dag ontruimd door de politie.

## Ongeregeldheden
Op 11 maart 2007 werd de 54-jarige Rinie Mulder, een bewoner van Ondiep, doodgeschoten door een politieagent. Mulder had eerder geklaagd over overlast door hangjongeren; hierop was door gemeente en politie niet gereageerd. Op 11 maart 2007 ontstond een vechtpartij tussen buurtbewoners en de hangjongeren. Twee motoragenten kwamen op de vechtpartij af. Een van de agenten schoot Mulder neer omdat hij dacht dat Mulder hem bedreigde met een mes. Uit forensisch onderzoek bleek later dat de agent geen waarschuwingsschot loste, de agent schoot één keer. Dit schot trof Mulder in zijn hart, waarna hij overleed. De avond daarop richtten groepen jongeren in de wijk vernielingen aan, waarna de volgende dag (13 maart) burgemeester Annie Brouwer-Korf de wijk liet afsluiten. Alleen wijkbewoners mochten via één punt de wijk nog in of uit.
De wijk werd afgesloten omdat de politie uit berichten op websites had begrepen dat potentiële relschoppers (zogeheten 'reltoeristen') zich van elders binnen en buiten Utrecht naar de wijk zouden begeven, wat de burgemeester met haar maatregel trachtte te voorkomen. Een groep van 135 mensen werd gearresteerd wegens overtreding van het samenscholingsverbod. Na een door Gradus Kwarten, een vriend van Mulder, georganiseerde stille tocht van ongeveer 1500 deelnemers op 15 maart werd de afzetting weer ongedaan gemaakt.
De agent die Mulder doodschoot ging vrijuit. Volgens het Openbaar Ministerie (OM) had de motoragent geen kans om weg te komen en had hij gehandeld uit noodweer. Het OM meende dat de agent zijn wapen wel moest gebruiken om zijn eigen leven te verdedigen. De rijksrecherche deed onderzoek naar de dood van Mulder en zag alleen de motoragent en één collega als betrouwbare getuigen van het schietincident. Er waren wel andere mensen dichtbij geweest, maar die hadden zelf niets gezien, aldus de rijksrecherche.

## Overige voorzieningen in de wijk

### Sport

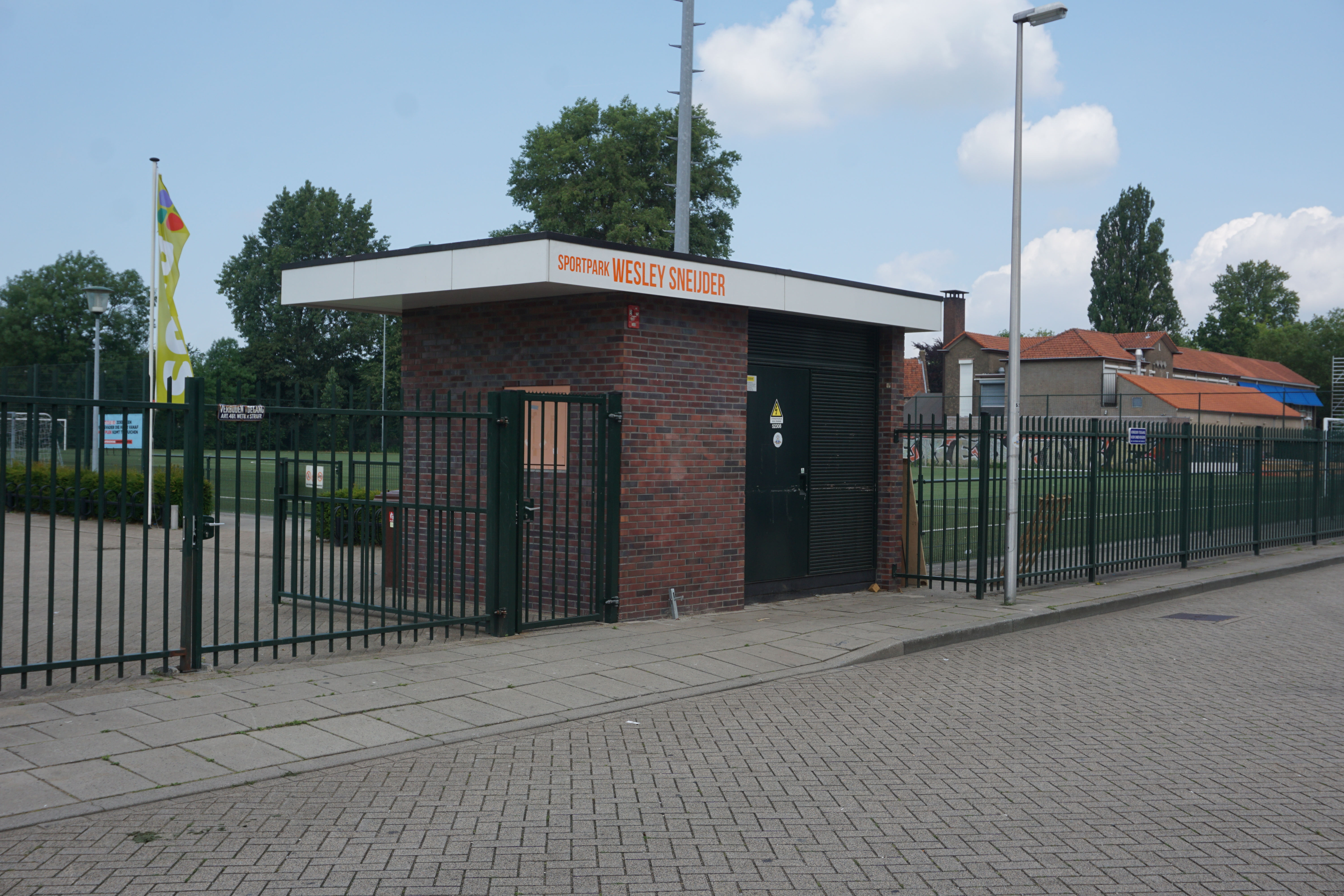
Ingang van het Sportpark Wesley Sneijder

In de wijk heeft voetbalclub D.H.S.C. (DOS Holland Stichtse Boys Combinatie) zijn thuisbasis. Na een fusie tussen de voetbalclubs DOS en Holland in 2004 kreeg de club de naam DHC'04. Na wederom een fusie in 2007, ditmaal met de vereniging Stichtse Boys, kwam de huidige clubnaam tot stand. De voetbalclub speelt zijn wedstrijden in het "Sportpark Wesley Sneijder", genoemd naar de in Ondiep geboren en getogen voetballer Wesley Sneijder. Judoclub Anton Geesink bevond zich eveneens in deze wijk.

### Verslaafdenopvang
In januari 2007 heeft project BinnenPlaats bij de Rode brug hostel Hogelanden geopend, waar dakloze alcoholverslaafden onderdak en begeleiding krijgen.

### Zalencentrum Leger des Heils
In mei 2012 is zalencentrum de Speler geopend, met onder andere een restaurant van het Leger des Heils.
2e Daalsebuurt en omgeving · de Driehoek · Egelantierstraat, Mariëndaalstraat e.o. · Elinkwijk en omgeving · Geuzenwijk · Julianapark en omgeving · Hoogstraat en omgeving ·  Ondiep · Prins Bernhardplein en omgeving · Queeckhovenplein en omgeving · Schaakbuurt · Zuilen-Noord